# Radio zum Glück
Radio zum Glück ist das elfte Album von Züri West und erschien am 1. August 2001.
Erstmal bei Züri West auf diesem Album waren Jürg Schmidhauser, Oli Kuster und Tom Etter dabei.
Durch diese Umstellung in der Bandbesetzung gab es im Vorfeld dieser Veröffentlichung ernste Zweifel am Fortbestand der Band.

## Titelliste
1. Pamplona – 3.44
2. Ohni Di – 3.57
3. Julia – 3.13
4. No’ne Blues – 3.07
5. Obsi Nidsi – 3.27
6. Monster – 3.32
7. Hermann – 3.29
8. Toti Flüger – 3.43
9. Geburtstag – 3.06
10. Wenn i di nid cha überrede – 3.04
11. Radio zum Glück – 2.32
12. Miuch & Zucker – 3.40
13. Hugetobler – 2.54

### No’ne Blues
Da auf dem Album Züri West bereits ein Song mit dem Titel Blues erschienen ist, wurde dieser Song kurzerhand No’ne Blues genannt.

### Obsi nidsi
Obsi nidsi ist eine Adaption von Upside Down geschrieben von Bernard Edwards & Nile Rodgers (erstmals gesungen von Diana Ross auf dem Album Diana) durch Kuno Launer.

### Wenn i di nid cha überrede
«Wenn i di nid cha überrede» ist die Übersetzung von «If I Can’t Change Your Mind» (geschrieben von Bob Mould für das Sugar Album Copper Blue) durch Lauener.
Der Song wurde als Cover-Version angemeldet, wodurch alle Tantiemen zu den Urhebern fliessen.
Da für die Adaption die Einwilligung des Urhebers nicht eingeholt wurde, fehlt er auf Streaming-Plattformen.

### Radio zum Glück
Der Titelsong ist eine Kritik am Wandel des Radio-Programms von DRS3 durch Lauener. Das bedeutet, dass Lauener mit dem Programm durchaus zufrieden war, jedoch nicht mehr ist.
Der Titel Radio zum Glück war zu diesem Zeitpunkt der Slogan von DRS3 und wurde im Song zum Gegenteil verkehrt.

## Entstehung
Die Zeit der Entstehung sowie die ersten Auftritte der Tour sind im Film Züri West – am Blues vorus … dokumentiert.

## Auszeichnungen
Das Album erreichte auf Anhieb Platz 1 der Schweizer Hitparade und war insgesamt 13 Wochen in den Schweizer Charts.
- 2001 – Platin für Radio zum Glück[8][9]